# فرانك كونيف
فرانك كونيف (بالإنجليزية: Frank Conniff)‏ هو صحفي أمريكي، ولد في 24 أبريل 1914 في دانبري في الولايات المتحدة، وتوفي في 25 مايو 1971.